# Репантињи (Квебек)
Репентињи (фр. Repentigny) је град у Канади у покрајини Квебек. Према резултатима пописа 2011. у граду је живело 82.000 становника.

## Становништво
Према резултатима пописа становништва из 2011. у граду је живело 82.000 становника, што је за 7,6% више у односу на попис из 2006. када је регистровано 76.237 житеља.
| 2006.  | 2011.  |
| ------ | ------ |
| 76.237 | 82.000 |